# Дом-музей Б. М. Кустодиева
Дом-музей Б. М. Кустодиева — филиал Астраханской государственной картинной галереи им. П. М. Догадина — учреждение культуры в Астрахани. Находится по адресу: ул. Калинина, 26 / ул. Свердлова, 68. Как филиал входит в структуру Астраханской картинной галереи имени П. М. Догадина.
Постоянная экспозиция музея посвящена жизни и творчеству известного русского художника Бориса Михайловича Кустодиева (1878—1927), уроженца Астрахани, проведшего детство и юность в этом городе.

## История
Музей открыт в 2002 году.
Экспозиция разместилась в бывшей усадьбе К. М. Моисеева (Моисеевых-Злобиных), построенной в эклектическом стиле, — образце городской застройки конца XIX — начала XX веков. Купцы отец и сын Моисеевы, Конон Матвеевич и Иван Кононович, первоначально имевшие здесь деревянный дом со службами, в 1883 году, получив разрешение, построили деревянный флигель и лавку на каменном фундаменте, а в 1887 году пристроили к дому каменные двухэтажные службы и галереи. Став единоличным хозяином, Иван Кононович в 1902 году дополнительно возвёл в Астрахани каменный двухэтажный дом с нежилым подвалом (современный д. 70 по ул. Свердлова). В 1912 году новым хозяином усадьбы был уже купец Злобин.
Сам художник в этом здании никогда не жил, но уже после его отъезда из Астрахани, в начале 1900-х годов здесь ненадолго поселились его мать и сестра. Однако ранее, в 1890 году этот дом был местом жительства сестёр Александры и Надежды Шавердовых, Александра Степановна была крестной матерью художника, и он часто её навещал.
В дар музею были переданы уникальные фотографии из семейного архива Б. М. Кустодиева, работы сына художника, Кирилла (1903—1971), мемориальные предметы, связанные с семьёй Кустодиевых, подарила внучка художника, искусствовед Татьяна Кирилловна Кустодиева.
Кроме того, ограда усадьбы К. М. Моисеева является памятником истории и культуры.

## Экспозиция
В доме-музее обустроены выставочный и шесть основных экспозиционных залов. В фондах музея имеется около 200 работ, в том числе коллекция живописи (17 предметов) и графики (10 листов), около 100 рисунков, скульптурные произведения, мемориальные предметы и документы, принадлежавшие художнику и его родственникам, эскизы театральных декораций, иллюстрации литературных произведений, много авторских фотографий, сделанных Кустодиевым во время его многочисленных путешествий. В экспозиции представлены три знаменитые картины художника: «Христосование», «Жатва», «Летний праздник».
Дом-музей Б. М. Кустодиева проводит экскурсии:
- Виды и жанры изобразительного искусства в творчестве Б. М. Кустодиева
- Жизнь и творчество Б. М. Кустодиева
- П. А. Власов [учитель и наставник Б. М. Кустодиева] — организатор художественной жизни в Астрахани

Работает лекторий, проводятся интерактивные занятия, тематические мастер-классы, устраиваются временные выставки. Дом-музей находится в контакте с потомками художника, поддерживал связь с внучкой художника, известным искусствоведом Т. К. Кустодиевой.